# Carl Adolph Agardh
Pour les articles homonymes, voir Agardh.
Carl Adolph Agardh est un botaniste, un mathématicien, un économiste et un homme politique suédois, né le 23 janvier 1785 à Båstad et mort le 28 janvier 1859 à Karlstad.

## Biographie
Il fait ses études à l'université de Lund et y enseigne, à partir de 1807, les mathématiques. Il s'intéresse particulièrement aux algues et est considéré comme l'un des fondateurs de leur étude scientifique. Il obtient la chaire de botanique et d'économie en 1812. Il fait paraître en 1817, Synopsis algarum Scandinaviae qu'il augmentera quelques années plus tard de Species algarum (1821–1828) et Systema algarum (1824).
Il fait aussi paraître des ouvrages de botanique comme Aphorismi botanici (1817–1826) et Classes plantarum (1825) où il expose son système de classification.
Il devient membre du parlement en 1817. Il est fait membre de l'Académie suédoise en 1831 et devient évêque de Karlstad en 1834. Il renonce alors à ses fonctions d'enseignant et abandonne ses recherches.
Son fils, Jakob Georg Agardh (1813-1901), est également un spécialiste des algues.

## Publications
- Synopsis algarum Scandinaviae. Lund 1817.
- Species algarum rite cognitae etc. das. u. Greifswald 1823–1828, 2 Bde.
- Icones algarum europaearum. Leipzig 1828–1835.
- Systema algarum. Lund 1824.
- Essai de réduire la physlologie végétale à des principes fondamentaux. Lund 1828.
- Essai sur le développement intérieur des plantes. das. 1829.
- Lärobok i botanik. Malmö 1830–1832, 2 Bde. ; deutsch, 1. Teil: Organographie der Pflanzen. von L. v. Meyer, Kopenhagen 1831; 2. Teil: Allgemeine Biologie der Pflanzen. von Creplin, Greifswald 1832.
- Försök till en statsökonomisk statistik öfver Sverige. mit Ljungberg, Stockholm 1852–1863, 4 Bde.